# Décès en mars 2004
Décès
- 2000
- 2001
- 2002
- 2003
- 2004
- 2005
- 2006
- 2007
- 2008

Pour une information complémentaire, voir la page d'aide.

| Date    | Nom                          | Activités                                                                    | Âge      | Source |
| ------- | ---------------------------- | ---------------------------------------------------------------------------- | -------- | ------ |
| 2 mars  | Mercedes McCambridge         | actrice américaine                                                           | 87       |        |
| 3 mars  | Constantin Papachristopoulos | peintre et sculpteur grec                                                    | 97       |        |
| 4 mars  | Claude Nougaro               | chanteur français                                                            | 74       |        |
| 6 mars  | Frances Dee                  | actrice américaine                                                           | 94       |        |
| 6 mars  | Raymond Fernandez            | catcheur américain                                                           | 48       |        |
| 7 mars  | Antonio Lomelín              | matador mexicain                                                             | 58       |        |
| 7 mars  | Paul Winfield                | acteur américain                                                             | 65       |        |
| 7 mars  | Mimi d'Estée                 | comédienne québécoise, d'origine française                                   | 96       |        |
| 8 mars  | Robert Pastorelli            | acteur américain                                                             | 49       |        |
| 8 mars  | Ehrenfried Patzel            | footballeur tchécoslovaque et allemand                                       | 89       | (de)   |
| 9 mars  | Soungalo Coulibaly           | percussionniste malien                                                       | 48 ou 49 |        |
| 10 mars | Borislav Brondukov           | acteur ukrainien et soviétique                                               | 66       |        |
| 13 mars | Vilayat Khan                 | joueur indien de sitar                                                       | 75       |        |
| 13 mars | Franz Konig                  | cardinal autrichien                                                          | 98       |        |
| 14 mars | Siradiou Diallo              | journaliste et homme politique guinéen                                       | 67       |        |
| 15 mars | René Laloux                  | réalisateur de films d'animation, dessinateur, peintre et sculpteur français | 74       |        |
| 15 mars | John Pople                   | chimiste britannique                                                         | 78       |        |
| 16 mars | Elwood Cooke                 | tennisman américain                                                          | 88       |        |
| 17 mars | Inocencio González           | Footballeur interrnational paraguayen.                                       | 74       |        |
| 18 mars | Jacques Leenaert             | Footballeur français.                                                        | 83       |        |
| 20 mars | Princesse Juliana            | reine des Pays-Bas de 1948 à 1980                                            | 94       |        |
| 20 mars | René Leidner                 | peintre français                                                             | 82       |        |
| 21 mars | Yvan Audouard                | journaliste et écrivain français                                             | 90       |        |
| 22 mars | Peter Jackson                | joueur de rugby à XV britannique                                             | 73       |        |
| 23 mars | Jan van Genderen             | théologien, professeur et pasteur néerlandais                                | 80       |        |
| 24 mars | Franco Bortolani             | homme politique italien                                                      | 82       | (it)   |
| 25 mars | Robert Arden                 | acteur américain                                                             | 81       |        |
| 26 mars | Jan Sterling                 | actrice américaine                                                           | 82       |        |
| 27 mars | Robert Merle                 | écrivain français                                                            | 95       |        |
| 29 mars | Peter Ustinov                | comédien britannique                                                         | 82       |        |
| 30 mars | Willy Tröger                 | footballeur allemand qui a joué dans l'équipe de l'Allemagne de l'Est        | 75       | (de)   |